# Usia deserticola
Usia deserticola är en tvåvingeart som beskrevs av Efflatoun 1945. Usia deserticola ingår i släktet Usia och familjen svävflugor.
Artens utbredningsområde är Egypten. Inga underarter finns listade i Catalogue of Life.